# Griffinia (Amaryllidaceae)
Griffinia là chi thực vật có hoa trong họ Amaryllidaceae.

## Các loài
As of June 2023, the genus comprises 23 species:
- Griffinia alba K.D.Preuss & Meerow
- Griffinia albolineata Campos-Rocha
- Griffinia angustifolia Campos-Rocha, Dutilh & Semir
- Griffinia aracensis Ravenna
- Griffinia arifolia Ravenna
- Griffinia capixabae Campos-Rocha & Dutilh
- Griffinia colatinensis Ravenna
- Griffinia concinna (Mart. ex Schult. & Schult.f.) Ravenna
- Griffinia espiritensis Ravenna
- Griffinia gardneriana (Herb.) Ravenna
- Griffinia hyacinthina (Ker Gawl.) Ker Gawl.
- Griffinia ilheusiana Ravenna
- Griffinia intermedia Lindl.
- Griffinia itambensis Ravenna
- Griffinia liboniana É.Morren
- Griffinia meerowiana Campos-Rocha & M.Peixoto
- Griffinia mucurina Ravenna
- Griffinia nocturna Ravenna
- Griffinia ornata T.Moore
- Griffinia parviflora Ker Gawl.
- Griffinia paubrasilica Ravenna
- Griffinia rochae G.M.Morel
- Griffinia rostrata Ravenna

Several unplaced names exist:
- Hyline itaobina Ravenna was published by Pedro Felix Ravenna in 2003.[6]
- Hyline paraensis Ravenna was published by Pedro Felix Ravenna in 2003.[7]

## Hình ảnh

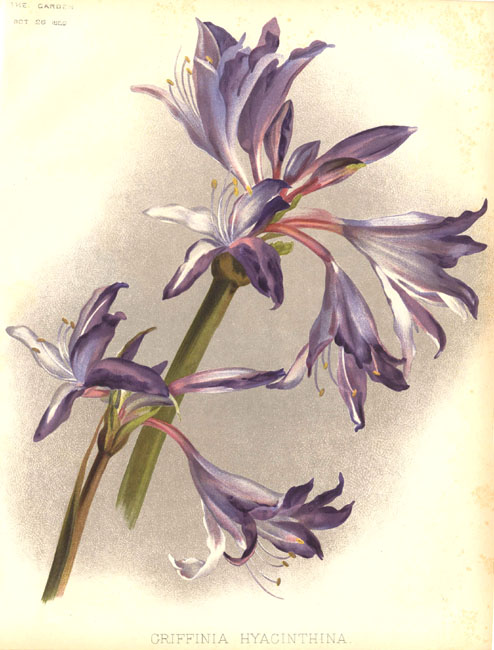